# RStudio
RStudio — свободная среда разработки программного обеспечения с открытым исходным кодом для языка программирования R, который предназначен для статистической обработки данных и работы с графикой. 
RStudio доступна в двух версиях: RStudio Desktop, в которой программа выполняется на локальной машине как обычное приложение; и RStudio Server, в которой предоставляется доступ через браузер к RStudio установленной на удаленном Linux-сервере.
Дистрибутивы RStudio Desktop доступны для Linux, macOS и Windows.
RStudio написана на языке программирования C++ и использует фреймворк Qt для графического интерфейса пользователя.